# Томашевський Мартин
Мартин Томаше́вський (роки народження і смерті невідомі) — український архітектор кінця XVII століття.
Разом з архітектором Й. Баптістом у 1684—1692 роках будував Преображенський собор Мгарського монастиря біля Лубен.